# André Kiener
 (novembre 2008).
Si vous disposez d'ouvrages ou d'articles de référence ou si vous connaissez des sites web de qualité traitant du thème abordé ici, merci de compléter l'article en donnant les références utiles à sa vérifiabilité et en les liant à la section « Notes et références ».
Pour les articles homonymes, voir Kiener.
André Kiener (21 avril 1859 à Colmar - 26 août 1928 à Colmar), est un industriel français.

## Biographie
André Kiener est né de l'union de André Emile Kiener (Lille, 2 mars 1829 - † Colmar, 24 avril 1872) et de Caroline Barbe Kiener (Colmar, 20 mai 1833 - † Colmar, 23 août 1910). Il est issu d'une vieille famille alsacienne et luthérienne.
Le 15 mars 1882, à Mulhouse, il épouse Lucie de Stetten (Mulhouse, 6 septembre 1858 - † Colmar, 23 décembre 1941).
Il aura de cette union cinq enfants :
- Marguerite Jeanne Kiener (Colmar, 10 mars 1883 - † Mulhouse, 15 avril 1957) ép. André Scheurer ;
- Paul André Kiener (Colmar, 4 octobre 1884 - † Colmar, 28 juin 1969) ;
- Lucie Kiener (Colmar, 31 juillet 1886 - † Colmar, 16 avril 1900) ;
- Blanche Gabrielle Kiener (Colmar, 20 mars 1889 - † Grasse, 26 avril 1975) ép. Robert Redslob ;
- Jean Jacques Kiener (Colmar, 21 mars 1892 - † Colmar, 28 août 1964).

André Kiener est âgé de treize ans lorsque son père décède. Pour le former à reprendre les affaires de son père, sa mère l'envoie au Collège Français de Sainte-Marie-aux-Mines, puis il poursuivra ses études à l'École de Filature et de Tissage de Mulhouse. Et enfin, il terminera sa formation par un stage dans la manufacture textile de son oncle, Christian Kiener, à Éloyes.
À l'âge de 21 ans, en 1880, il reprend selon le souhait de sa mère, l'entreprise familiale.

## Son entreprise
À l'âge de 21 ans, il reprend les Établissements A. Kiener & Cie alors même que ceux-ci connaissent des problèmes de gestion. L'entreprise va alors connaitre un essor :
- Son métier qui était le tissage du coton va se transformer dès 1880, en évoluant vers la laine. En 1928, cette activité originelle sera complètement abandonnée et A. Kiener & Cie aura pour activité principale la laine, ses traitements, sa filature et son tissage.
- Son outil de production va également connaître de profondes mutations. André Kiener va accroître la superficie de ses bâtiments. Il va adjoindre des ateliers de teinture, d'apprêt, de peignage, de cardage, de retordage. L'entreprise à la fin de la vie d'André Kiener aura une production « intégrée ».
- Les capacités humaines de cette société vont évoluer et permettre en 1928, l'emploi d'environ 2 000 Colmariens et Colmariennes (en 1880, l'entreprise avait dû être fermée et l'emploi y était alors nul en 1910, Colmar comptait 43 800 âmes).
- La notoriété de l'usine dépassera la ville, la région et également la France puisque la production sera écoulée au Moyen-Orient, en Amérique, en Europe. Cette notoriété ainsi que le savoir-faire de son personnel s'éteindra avec la mort de la société en 1995.

Ces qualités d'entrepreneur vaudront à André Kiener la reconnaissance de ses pairs et il sera ainsi nommé à la tête de la Chambre de Commerce et d'Industrie de Colmar.

## Son humanisme
Lorsque l'homme reprendra les affaires de son père, la situation sociale de l'entreprise sera catastrophique. Caroline Barbe Kiener sera affectée par l'état de pauvreté et de misère de ses concitoyens et participera à des œuvres sociales.
André Kiener a été élevé dans la foi protestante de l'amour de son prochain. Il recherchera, alors que cela n'était pas de mise à l'époque, le bonheur et le bien-être de ses employés. Son œuvre sociale, il ira même jusqu'à la proposer aux autres chefs d'entreprise de son entourage, mais il faudra attendre les années 1970 pour qu'un certain nombre de ses mesures soient adoptées comme standards de la nation.
Parmi les mesures prise pour son entreprise :
- Création d'ensembles immobiliers sociaux pourvus de jardins, rue Jacquard, Umbdenstock et Kuhlmann ;
- Création d'infirmerie d'urgence dans l'entreprise (prélude d'une médecine du travail) ;
- Création d'un service de contrôle des conditions de travail ;
- Création d'une aide à la réinsertion des ouvriers accidentés ;
- Création d'une visite des ouvriers hospitalisés ;
- Création d'une aide juridique et sociale ayant pour but de conseiller, de protéger les employés ;
- Création d'une aide visant à défendre les intérêts des filles mères ;
- Distribution de linge et de vêtements aux nouveau-nés ;
- Création d'une crèche dans l'entreprise ;
- Mise en place de douches dans l'entreprise.

Il avait également envisagé de créer des clubs de sport, de loisirs ainsi que des chorales.
Lors de sa remise de Légion d'honneur en 1925, André Kiener invitera ses employés à se joindre à sa joie et les conviera à un banquet au sein de l'entreprise. Cette recherche d'un bien-être pour ses employés vaudra à André Kiener, la médaille d'Or de la Prévoyance sociale.

## Sa ville et sa région
Le 21 octobre 1905, André Kiener fut élu président de la Chambre de Commerce et d'Industrie de Colmar. Il sera ensuite reconduit à ces fonctions jusqu'à sa mort en 1928. Il dotera la Chambre d'un nouveau siège en construisant l'hôtel qui l'abrite encore de nos jours.
En 1905, sous sa présidence, le nombre d'heures de travail journalier maximal que pouvait procurer un ouvrier fut réduit à 10 heures.
La Chambre de Commerce et d'Industrie de Colmar désigna unanimement André Kiener pour siéger dans cette assemblée.

## Distinctions
- Chevalier de la Légion d'honneur
- Titulaire de la Médaille d'Or de la Prévoyance sociale
- Vice-président de la chambre haute du Landtag de l'Alsace-Lorraine
- Président de la Chambre de Commerce de Colmar
- Vice-président de la 20e Région Économique
- Conseiller du Commerce Extérieur de la France
- Président d'Honneur du Comité de Propagande Coloniale de Colmar
- Membre du Conseil de Réseau des Chemins de fer d'Alsace et de Lorraine
- Membre du Conseil Supérieur de l'Enseignement technique
- Administrateur de la Banque de France
- Expert officiel à la Conférence Économique Internationale à Genève
- Membre de la Commission chargée de la Réforme des impôts locaux
- Président du Syndicat des Tisseurs de laine
- Vice-président du Syndicat industriel alsacien
- Membre du Comité directeur de l'Association familiale du Haut-Rhin
- Membre du Comité de l'Association des Fabricants de Tissus
- Ancien Juge au Tribunal de Commerce
- Ancien premier adjoint de la Ville de Colmar
- Membre de la Société des Amis de l'Université de Strasbourg
- Membre du Comité directeur de la Corporation textile et des Industries chimiques
- Ancien président du Conseil de prud'hommes

## Fonctions privées
- Gérant de la Société en commandite par actions A. Kiener & Cie maison fondée en 1829 par André Kiener, son grand-père (Lavage et peignage, filature, retordage et tissage de laine et autres matières textiles, teinturerie et apprêts. Tissus nouveauté pour dames et autres articles).
- Président du Conseil d'Administration de la Filature de Colmar
- Président du Conseil d'Administration de la Société d'Exportation Gros-Roman
- Membre du Conseil d'Administration de «La Houve», Société anonyme de Mines et d’Électricité
- Membre du Conseil d'Administration des Tanneries de France
- Membre du Conseil d'Administration des Anciens Établissements Heilmann - Koechlin - Dessaulles et Cie,
- Membre du Conseil d'Administration de la Soie Artificielle d’Alsace,
- Membre du Conseil d’Administration de la Banque d’Alsace et de Lorraine,
- Membre du Conseil d'Administration du Crédit Foncier et Communal d'Alsace et de Lorraine,
- Membre du Conseil d’Administration de la Compagnie Générale d'Assurances Rhin et Moselle
- Membre du Conseil d'Administration de la Société anonyme du Crédit Immobilier du Département du Haut-Rhin, pour la construction d'habitations à bon marché.

## Ses cousins
- Branche rouge : Christian Kiener